# Тоуэлл, Майк
Майк Тоуэлл (англ. Mike Towell; 12 сентября 1991 — 30 сентября 2016) — британский профессиональный боксёр выступавший в полусреднем весе.  На профессиональном ринге провёл 12 поединков, 10 из которых выиграл, 1 окончился вничью и 1 проиграл. Скончался из-за травм полученных в поединке.

## Биография
29 сентября 2016 года в отели Radisson Blu в Глазго состоялся поединок между двумя британскими боксёрами Майком Товеллом и Дейлом Эвансом — профессиональный рекорд которого на момент поединка был 11 побед, из них 3 нокаутом, 3 поражения и 2 ничьих. Перед боем Майк жаловался на боли в голове.
В первом раунде поединка Тоуэлл пропустил мощный правый удар и оказался в нокдауне. В пятом раунде Майк пропустил левый боковой удар и вновь оказался на настиле ринга. После второго нокдауна рефери Виктор Лафлин остановил бой. Майк был вынесен на носилках из ринга, после чего врачи сделали заключение, что у него кровоизлияние в мозг.
Май Тауэлл скончался 30 сентября 2016 года и  был похоронен 14 октября.
Состоял в браке с Хлоей Росс и имел ребёнка.

## Статистика профессиональных боев
В таблице перечислены результаты всех поединков боксёров.
В каждой строке указан результат поединка. Дополнительно номер поединка обозначен цветом, который обозначает итог поединка. Расшифровка обозначений и цветов представлена в нижеследующей таблице.
| Пример | Расшифровка                     |
| ------ | ------------------------------- |
|        | Победа                          |
|        | Ничья                           |
|        | Поражение                       |
|        | Планируемый поединок            |
|        | Поединок признан несостоявшимся |
| КО     | Нокаут                          |
| ТКО    | Технический нокаут              |
| PTS    | Решение судей (по очкам)        |
| UD     | Единогласное решение судей      |
| MD     | Решение большинства судей       |
| SD     | Раздельное решение судей        |
| RTD    | Отказ от продолжения боя        |
| DQ     | Дисквалификация                 |
| NC     | Поединок признан несостоявшимся |

| Бой | Рекорд       | Дата боя         | Соперник                    | Результат  | Место               | Примечания                                                 |
| --- | ------------ | ---------------- | --------------------------- | ---------- | ------------------- | ---------------------------------------------------------- |
| 13  | 11-1-1, 8 KO | 29 сентября 2016 | Дейл Эванс (11-3)           | TKO5 (12)  | Флаг Великобритании | Первое поражение. Поединок повлёк за собой смерть боксёра. |
| 12  | 11-0-1, 8 KO | 28 апреля 2016   | Мигель Агуилар (11-24)      | TKO1 (6)   | Флаг Великобритании |                                                            |
| 11  | 10-0-1, 7 KO | 5 марта 2016     | Роберт Диксон (13-1)        | TKO2 (10)  | Флаг Великобритании |                                                            |
| 10  | 9-0-1, 6 KO  | 14 ноября 2015   | Уилльям Уарбуртон (17-84-7) | PTS8 (8)   | Флаг Великобритании |                                                            |
| 9   | 8-0-1, 6 KO  | 22 октября 2015  | Алексей Тсатиашвили (8-14)  | TKO6 (6)   | Флаг Великобритании |                                                            |
| 8   | 7-0-1, 5KO   | 23 мая 2015      | Дэнни Литтл (3-8-1)         | TKO3 (6)   | Флаг Великобритании |                                                            |
| 7   | 6-0-1, 4 KO  | 30 апреля 2015   | Лукас Джаник (14-10-1)      | TKO1 (8)   | Флаг Великобритании |                                                            |
| 6   | 5-0-1, 3 KO  | 14 марта 2015    | Арвидас Тризно (20-40-2)    | TKO1 (10)  | Флаг Великобритании |                                                            |
| 5   | 4-0-1, 2 KO  | 6 октября 2014   | Кэвин МакКаулей (11-77-5)   | PTS10 (10) | Флаг Великобритании |                                                            |
| 4   | 3-0-1, 2 KO  | 12 апреля 2014   | Рхус Паган (8-1-0)          | TKO3 (10)  | Флаг Великобритании | Бой за вакантный титул чемпиона Шотландии по версии BBofC  |
| 3   | 2-0-1, 1 KO  | 11 октября 2013  | Билли Кампбелл (3-1-0)      | TKO2 (6)   | Флаг Великобритании |                                                            |
| 2   | 1-0-1, 0 KO  | 28 июня 2013     | Мартин МакКард (0-0-0)      | PTS6 (6)   | Флаг Великобритании |                                                            |
| 1   | 1-0-0, 0 KO  | 18 марта 2013    | Том Бовен (3-3-1)           | PTS6 (6)   | Флаг Великобритании | Профессиональный дебют Тоуэлла                             |